# لال سينغ تشاودري
لال سينغ تشاودري هو سياسي هندي، ولد في 2 فبراير 1959. نشط حزبياً في المؤتمر الوطني الهندي وحزب بهاراتيا جاناتا. وقد انتخب عضو لوك سابها الخامس عشر ‏ عن دائرة Udhampur Lok Sabha constituency ‏ وقد انضم خلال فترته النيابية للكتلة البرلمانية المؤتمر الوطني الهندي وانتخب عضو الهيئة التشريعية في جامو وكشمير ‏.